# Marco Fúlvio Nobilior (cônsul em 159 a.C.)
Marco Fúlvio Nobilior (em latim: Marcus Fulvius Nobilior) foi um político da gente Fúlvia da República Romana eleito cônsul em 159 a.C. com Cneu Cornélio Dolabela. Era filho de Marco Fúlvio Nobilior, cônsul em 189 a.C..

## Carreira
Nobilior foi tribuno da plebe em 171 a.C. e edil curul em 166 a.C..
Em 159 a.C., foi eleito cônsul com Cneu Cornélio Dolabela. Nenhum fato importante foi mencionado para este ano, mas os Fastos Triunfais registram um triunfo contra os eleates, uma tribo lígure. Neste ano, foi representada pela primeira vez a peça Andria, de Terêncio.